# Newkidd
Newkidd (Em coreano:뉴키드 ), é um grupo sul-coreanos formado pela J-Flo Entertainment. O grupo é composto por sete membros: Jinkwon, Ji Han-sol, Choi Ji-ann, Yunmin, Hwi, Woochul e Kang Seung-chan.  O grupo estreou oficialmente em 25 de abril de 2019, com seu álbum Newkidd . 

## Nome
Newkidd significa "Chave da nova geração de sonhos" (Em inglês: "New Generation Key Of Dream"). 

## História

### 2017-2019: Pré-estreia
Em 2017, a J-Flo Entertainment formou Newkidd como um projeto de pré-estreia com quatro membros, Ji Han-sol, Yunmin, Jinkwon e Woochul. Ji Han-sol foi um trainee da SM Entertainment e ex integrante do grupo UNB, formado pelo reality show da KBS The Unit .  Antes da estréia, a gravadora anunciou o lançamento de um single de pré-estreia intitulado "Will You Be Ma". 
Em 10 de julho de 2018, dois novos membros foram adicionados ao grupo: Hwi e Choi Ji-ann. Com essa nova formação, eles começaram a promover como Newkidd02 para o seu segundo álbum de pré-estréia, Boy Boy Boy .  O último membro a ser adicionado foi Kang Seung-chan,  pouco antes da estreia. 

### 2019: Estréia oficial
Em 23 de abril de 2019, Newkidd realizou um show de estreia antes de seu lançamento oficial em 25 de abril.  Eles estrearam com o álbum auto-intitulado Newkidd, com a faixa-título "Tu eres".  Após sua estréia, promoveram em programas musicais como M Countdown, Music Bank, Inkigayo e Show Champion . 

## Influência
Newkidd cita o BTS como seus modelos. 

## Membros
| Membro         | Nome de nascimento | Nome em coreano | Data de Nascimento | Posição               |
| -------------- | ------------------ | --------------- | ------------------ | --------------------- |
| Jinkwon        | Kim Jinkwon        | 김진권          | 31/01/01           | Líder e vocal         |
| Ji Han-sol     | Ji Han-sol         | 지한솔          | 21/11/94           | Dançarino e sub-vocal |
| Choi Ji-ann    | Choi Jaewoo        | 최재우          | 30/09/97           | Vocalista e dançarina |
| Yunmin         | Yunmin             | 윤민            | 26/02/01           | Rapper e dançarino    |
| Hwi            | Jo Mingyu          | 조민규          | 26/09/02           | Vocalista principal   |
| Woochul        | Shin Woochul       | 신우철          | 02/10/02           | Sub-vocal e dançarino |
| Kang Seungchan | Kang Seungchan     | 강승찬          | 08/08/03           | Rapper e Vocalista    |

## Discografia

### Single Albuns
| Título  | Detalhes do álbum                                                                                              | Posições nas paradas | Vendas       |
| Título  | Detalhes do álbum                                                                                              | KOR                  | Vendas       |
| ------- | --- | -------------------- | ------------ |
| Newkidd | - Lançado: 25 de abril de 2019 - Gravadora: J Flo Entertainment, Warner Music - Formatos: CD, download digital | 14                   | - KOR: 3.713 |

### Músicas
| Título                                   | Ano  | Posições nas paradas | Posições nas paradas | Álbum   |
| Título                                   | Ano  | KOR                  | KOR                  | Álbum   |
| Título                                   | Ano  | Gaon                 | Hot                  | Álbum   |
| ---------------------------------------- | ---- | -------------------- | -------------------- | ------- |
| "Will You Be Ma" (소년 이 사랑할 때)     | 2017 | -                    |                      |         |
| "Shooting Star" (나는 너야)              | 2018 | —                    | —                    |         |
| "Tu eres" (뚜에레스)                     | 2019 | —                    | —                    | Newkidd |
| "—" denotes releases that did not chart. |      |                      |                      |         |